# Хамлин (Тексас)
Хамлин (енгл. Hamlin) град је у америчкој савезној држави Тексас. По попису становништва из 2010. у њему је живело 2.124 становника.

## Демографија
Према попису становништва из 2010. у граду је живело 2.124 становника, што је 124 (5,5%) становника мање него 2000. године.
| Група             | 2000.         | 2010.         |
| Белци             | 1.609 (71,6%) | 1.331 (62,7%) |
| Афроамериканци    | 140 (6,2%)    | 170 (8,0%)    |
| Азијати           | 16 (0,7%)     | 12 (0,6%)     |
| Хиспаноамериканци | 465 (20,7%)   | 607 (28,6%)   |
| Укупно            | 2.248         | 2.124         |